# Supán
Supán S.A. es la mayor empresa productora de pan de Ecuador. Fue fundada en 1946, en un local ubicado en las calles 9 de octubre y García Avilés de la ciudad de Guayaquil. Con el pasar de los años creció y abrió una planta industrial panificadora en Guayaquil y otra en Quito. También extendió sus operaciones a Colombia y Perú. Entre sus marcas más destacadas se encuentran Supán, Bimbo, Grilé, Braun y Dulzones.
A lo largo de los años tuvo más de 20 litigios legales con la empresa mexicana Central Impulsadora (luego conocida como Grupo Bimbo) por el registro de la marca Bimbo en Ecuador. En julio de 2014, Grupo Bimbo anunció la compra de la empresa, que para ese entonces contaba con 900 empleados en el país.